# Washington (Tyne and Wear)
Washington is een plaats in het bestuurlijke gebied Sunderland, in het Engelse graafschap Tyne and Wear. De plaats telt 124.000 inwoners.
Washington was de plek waar de voorouders van George Washington, de eerste president van de Verenigde Staten, woonden. Zij hadden hun familienaam van de plaats afgeleid.
De Japanse autofabrikant Nissan heeft een fabriek in Washington.

## Geboren
- Gertrude Bell (1868-1926), ontdekkingsreiziger en archeologe
- Bob Glendenning (1888-1940), voetballer en trainer
- Bryan Ferry (1945), zanger
- Jordan Pickford (1994), voetballer